# Плосковский сельсовет (Витебская область)
Плосковский сельсовет — упразднённая административная единица на территории Толочинского района Витебской области Республики Беларусь.

## Состав
Плосковский сельсовет включал 22 населённых пункта:
- Большие Барсучины
- Буковина
- Вальки
- Габрилево
- Гастыничи
- Дуновик
- Евлахи
- Калюги
- Кленки
- Козки
- Красилово
- Крыницы
- Латышево
- Малые Барсучины
- Новая Будовка
- Новинка
- Плоское
- Прилесье
- Романовка
- Сани
- Соколянка
- Старая Будовка